# 平肩园蛛
平肩园蛛（学名：Araneus abscissus）为园蛛科园蛛属的动物。分布于日本、朝鲜以及中国大陆的吉林、辽宁、黑龙江、河北等地。该物种的模式产地在日本。